# Willy Rodríguez (Sänger)
Juan Virginio Rodríguez Acosta (Willy „El Baby“; * 1941 in Matanzas) ist ein kubanischer Sänger.
Rodríguez trat 1958 und 1959 einige Male als Chorussänger mit der Sonora Matancera auf. Er entwickelte sich dann zum Solosänger und ging 1960 mit der Sonora nach Mexiko. Dort nahm er mit Celia Cruz die Boleros Ya no puedo creerlo und Estoy loco auf und wirkte mit der Sonora in Rogelio A. González’ Film Amorcito corazón als Sänger einer Pachanga mit. Erfolgreich wurde er dann mit seiner Version von Alberto Vásquez’ Song Tú significas todo para mí und mit Fernando Maldonados Bolero Todo acabó. In den 1990er Jahren war er Sänger im Orchester von Carlos Barbería und wirkte dort an den LPs Carlos Barbería y su orquesta. Watch out! und Rarezas del siglo mit.